# Barton Warren Stone
Barton Warren Stone (24 décembre 1772 - 9 novembre 1844) était un pasteur et un évangéliste américain du Second Grand Réveil aux États-Unis. Convaincu que les confessions de foi étaient des constructions humaines qui trahissaient la vérité profonde contenue dans la Bible, il est l'un des fondateurs du  Mouvement de restauration américain, qui voulait unir le christianisme en le rapprochant du christianisme primitif.   
Plusieurs groupes religieux actuels plongent leurs racines dans le mouvement initié par Barton Stone. Les trois principaux sont les Églises du Christ, l’Église chrétienne (Disciples du Christ) et les Églises chrétiennes indépendantes et les Églises du Christ. Les Églises internationales du Christ, l'Église chrétienne internationale, les Églises du Christ en Australie, les Églises du Christ en Europe et l'Église chrétienne évangélique au Canada s'y rattachent également.

## Biographie

### Jeunesse et éducation
Barton W. Stone est né le 24 décembre 1772 près de Port Tobacco, dans le Maryland, dans le foyer de John et Mary Warren Stone, une famille de la classe moyenne supérieure, avec des liens avec la classe supérieure des planteurs du Maryland. Le premier gouverneur protestant du Maryland, William Stone, était un de ses ancêtres et l'un des signataires de la Déclaration d'indépendance des États-Unis, Thomas Stone, était son cousin germain.
Mary Stone était anglicane et Barton avait été baptisé dans cette église. Après la mort de John Stone en 1775, sa mère déménage avec sa famille dans le comté de Pittsylvania, en Virginie, en 1779, alors situé à la frontière de l'Ouest et elle se joint alors à l'église méthodiste. Le jeune Barton n'était pas particulièrement religieux dans sa jeunesse ; trouvant déroutante la concurrence entre les églises épiscopalienne, baptiste et méthodiste, il s'intéressait beaucoup plus à la politique.
Au cours de ses études au Caldwell Log College, à Greensboro, en Caroline du Nord, en 1790 , il entend prêcher James McGready, un pasteur presbytérien évangélique. Quelques années plus tard, il est lui-même ordonné pasteur presbytérien.

### Carrière
Barton Stone était l'un des dix-huit pasteurs presbytériens qui, avec un certain nombre de prédicateurs baptistes et méthodistes, ont organisé l'immense réveil de Cane Ridge de 1801 qui avait réuni environ 20 000 personnes. Durant typiquement deux à trois jours, ce type de réunion était directement issu de la tradition écossaise des "foires saintes" (holy fairs) ou "périodes de communion" (communion season), où elles permettaient de célébrer la sainte cène une fois par an dans un contexte où le manque de pasteurs empêchait une célébration plus locale et plus fréquente. Les éléments constitutifs traditionnels de ces réunions comprenaient le « grand nombre de pasteurs, le sermon d'action, les tables, la tente, les services successifs » de la communion. Aux États-Unis, elles évoluèrent en camp meetings, événements qui pouvaient s’étendre sur une semaine et fournir l'occasion de réveils.
Étudiant plus en profondeur les doctrines presbytériennes, en particulier la Confession de foi de Westminster, Stone pense que toutes les points de cette déclaration de foi ne sont pas véritablement fondés sur la Bible. Il était en particulier en désaccord avec la formulation des doctrines calvinistes de dépravation totale, d'élection inconditionnelle et de prédestination. Il croyait également que « la prétendue sophistication théologique du calvinisme avait été achetée au prix de divisions » et « avait produit dix sectes différentes au sein de la seule tradition presbytérienne. »
En désaccord avec le synode du Kentucky à propos de la censure d'un pasteur qui se serait écarté de la doctrine de la Confession de foi de Westminster, Stone et quatre de ses collègues forment en 1803 une association indépendante, le consistoire de Springfield. En 1804, le consistoire de Springfield avait attiré 15 congrégations dans l'Ohio et le Kentucky, ce qui inquiéta ses responsables, car ils ne voulaient pas créer une nouvelle dénomination ou un nouveau « parti ». Le 28 juin 1804, estimant qu'ils étaient en train de créer une nouvelle secte, les pasteurs du consistoire de Springfiled décident de le dissoudre.
Pour faire connaître cette décision, ils rédigent et publient un document intitulé Le dernier testament du presbytère de Springfield. Ce traité souhaitait que « ce corps meure, se dissolve et s'unisse au Corps du Christ dans son ensemble ». Il exprimait le désir d'une union chrétienne et identifiait la Bible comme seule référence de la foi et de la pratique chrétiennes. En plus de signer ce document, ils décident de ne prendre « aucun autre nom que celui de chrétiens » car c'était « le nom donné en premier lieu par l'autorité divine aux disciples du Christ ». Ainsi, les anciens membres du consistoire de Springfield se présentent désormais comme l'« Église chrétienne ». On estime que l’Église chrétienne comptait environ 12 000 membres en 1830.
D'autres dissidences, conduites notamment par James O'Kelly, Elias Smith ou Abner Jones, avaient entendu parler du mouvement Stone. Coopérant sans toutefois fusionner, ces groupes se sont « déclarés un » en 1810. Cette communauté informelle d'églises appelée « Christian Connection/Connexion » ou « Église chrétienne » comptait environ 20 000 membres.

### Antiesclavagisme
En 1819, Stone s'installa avec sa famille à Georgetown, dans le Kentucky, où il avait été embauché comme directeur de l'académie Rittenhouse qui devint le  Georgetown College en 1829. En 1834, les Stones s'installèrent à Jacksonville, dans l'Illinois, en partie pour pouvoir libérer les esclaves dont sa femme avait hérité, ce qui n'était pas possible dans le Kentucky où ils étaient attachés au domaine par le fait du testament de sa belle-mère qui les avait placés sous le contrôle d'administrateurs. Le déménagement vers un État libre a permis aux Stones de les émanciper. Stone était un partisan de l'abolition et un fervent partisan de l'American Colonization Society, qui encourageait l'envoi de Noirs libres dans une colonie en Afrique (le Libéria). En 1833, devant le progrès trop lent des efforts de l'American Colonization Society, Stone devint partisan de l'abolition immédiate de l'esclavage.

### Fondation du Mouvement de restauration

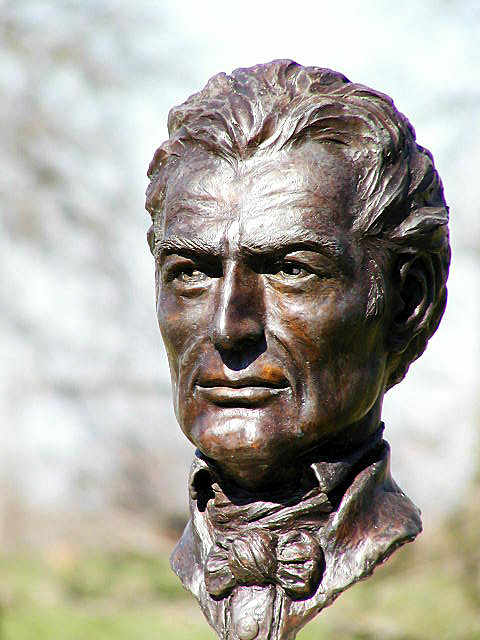
Buste de Barton W. Stone, au cimetière de Cane Ridge.

De manière indépendante de Stone, le pasteur presbytérien écossais Thomas Campbell (en) était à l'origine d'un mouvement similaire, formé à partir de 1809, date de la publication par Campbell de la Déclaration et discours de l'Association Chrétienne de Washington. Suspendu de ses fonctions par le synode de l’Église presbytérienne, Campbell avait organisé, dans le comté de Washington, à l'ouest de la Pennsylvanie, une « Association chrétienne de Washington », constituée le 4 mai 1811 en une église sous le mode de gouvernement congrégationnaliste. Ayant construit un bâtiment à Brush Run, en Pennsylvanie, elle avait été surnommée « Église de Brush Run ». 
Les mouvements Stone et Campbell fusionnèrent en 1832. Cela a été officialisé à la Hill Street Meeting House à Lexington dans le Kentucky, par une poignée de main entre Stone et « Raccoon » John Smith, qui avait été choisi comme porte-parole des partisans des Campbell. 
Le nouveau mouvement unifié eut du mal à trouver un nom, chacun restant attaché à sa tradition. En conséquence, les deux noms sont restés en usage et une confusion sur le nom à donner au mouvement a perduré. Après 1832, l’utilisation du terme « Réforme » devient fréquente parmi les dirigeants du mouvement. Le terme « mouvement de restauration » est devenu populaire à la fin du XIXe siècle et reste celui sous lequel le mouvement est le plus connu actuellement.

### Fin de vie

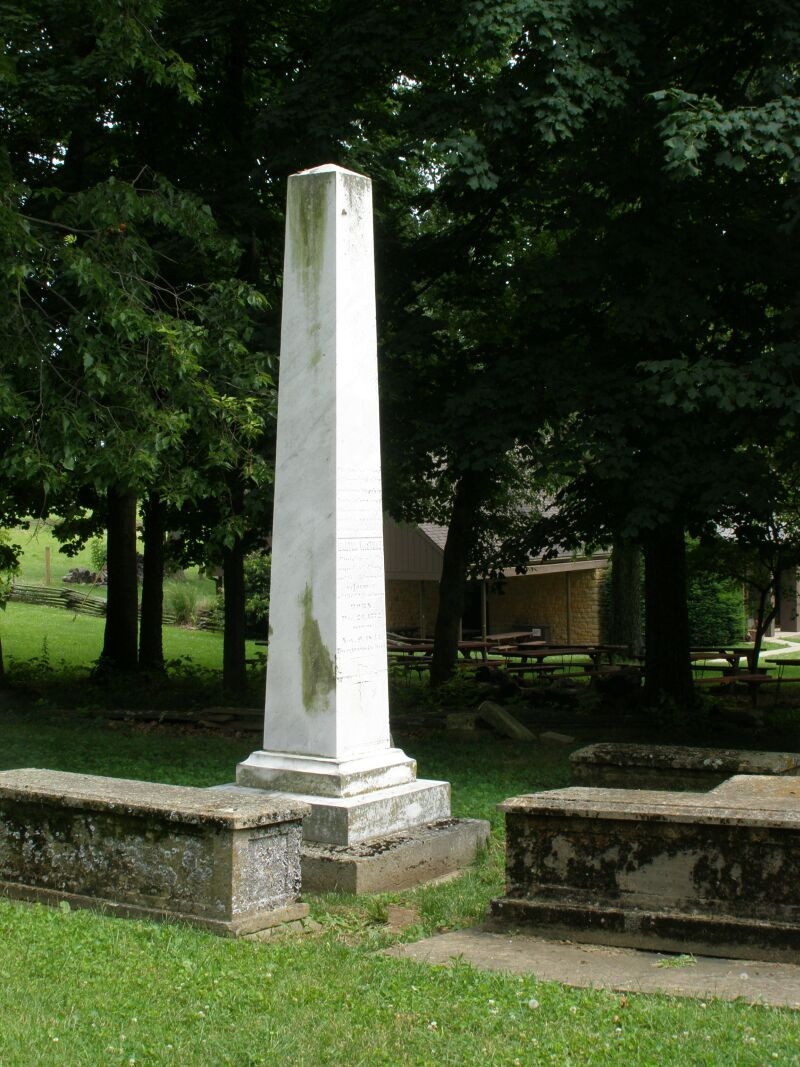
Tombe et obélisque de Barton Stone à Cane Ridge, Kentucky

Stone est décédé le 9 novembre 1844 à Hannibal, dans le Missouri, au domicile de sa fille. Son corps a été enterré dans sa ferme du comté de Morgan, dans l'Illinois. Lorsque la ferme fut vendue, ses descendants firent réinhumer ses restes à l'église chrétienne d'Antioch, à l'est de Jacksonville. En 1847, ses restes furent à nouveau déplacés et ré-inhumés à Cane Ridge, dans le Kentucky.

Sur un obélisque de marbre, on peut lire :
L'église du Christ à Cane Ridge et d'autres amis généreux du Kentucky ont fait ériger ce monument en hommage d'affection et de gratitude à Barton W. Stone, ministre de l'Évangile du Christ et réformateur distingué du XIXe siècle. Né le 24 décembre 1772 : décédé le 9 novembre 1844. Ses restes reposent ici. Ce monument a été érigé en 1847.

## Postérité et honneurs
- En 1847, un monument a été érigé en l'honneur de Stone sur sa tombe à Cane Ridge, dans le Kentucky.
- Le Barton College (anciennement Atlantic Christian College) à Wilson, en Caroline du Nord, a été nommé en son honneur.
- Le mouvement de restauration américain est à l'origine de plusieurs groupes religieux actuels. Les trois principaux sont les Églises du Christ, l’Église chrétienne (Disciples du Christ) et les Églises chrétiennes indépendantes et les Églises du Christ. Les Églises internationales du Christ, l'Église chrétienne internationale, les Églises du Christ en Australie, les Églises du Christ en Europe et l'Église chrétienne évangélique au Canada s'y rattachent également.